# 天音恋愛
天音 恋愛（あまね こあ）は、日本のAV女優。Wish所属。

## 略歴・人物
2021年7月にAVデビュー。

## 作品

### アダルトDVD
2021年
- 保育園でも人気者！！Gカップ隠れマゾ現役保育士AVデビュー！ 天音恋愛（21）（7月9日、プレステージ）
- 派遣先の旦那さんオッパイ星人で… 私はオジサン好きで… ベビーシッターのバイトする妹の爆乳は一見にしかず！ Hカップ99cm あまねっち（8月13日、チェリーズれぼ/妄想族）
- 精子を欲しがる浮気妻 あい（9月7日、熟女JAPAN）
- アプリで1000人以上食いまくってるナンパ師が今年一番勃起した爆乳看護師 あおい（9月12日、マーキュリー）
- 断れない巨乳 ～個人的令和No.1の美パイオツ素人さん～ まさみ（23）/山形在住/工場勤務（9月21日、キチックス/妄想族）
- 巨乳乳首イキ発情若妻 安座間雪乃（10月17日、ジュエル）
- 放課後肉便器19人目 西条ゆず（10月26日、豊彦）
- ナンパコNo.04 友達との食事会終了後に物足りず1人で徘徊していたロケットオッパイの大学生をナンパして連続中出し！（10月27日、First Star）
- 東京素人巨乳原石採掘倶楽部 vol.16 香織（G）（12月27日、マーキュリー）

2022年
- 痴女に初挑戦した結果、がっつきM男にいっぱい犯●れちゃいました。 天音恋愛（1月11日、バルタン）
- 汚い変態オヤジ…そんな俺に弄ばれる女 天音恋愛（1月25日、SEX Agent/妄想族）